# Nyiragongo
Nyiragongo je aktivní sopka nacházející se v pohoří Virunga. Tyčí se do výšky 3 470 metrů (podle jiných údajů 3 465 metrů) a leží v Demokratické republice Kongo, pár kilometrů od Rwandy. Vulkán je společně s dalšími patnácti světovými sopkami zapsán do seznamu Decade Volcanoes.

## Krátery
Na hlavním kráteru Nyiragongo jsou dva parazitické krátery: ze severu Baruta (3 100 m) a z jihu Shaheru (2 800 m). Hlavní kráter má průměr asi 1 200 metrů, Shaheru 700 metrů a Baruta 1 100 metrů. Kráter Nyiragongo je hluboký 170 metrů, Shaheru 80 metrů a Baruta 300 metrů. Celý masiv sopky má plochu 350 km².

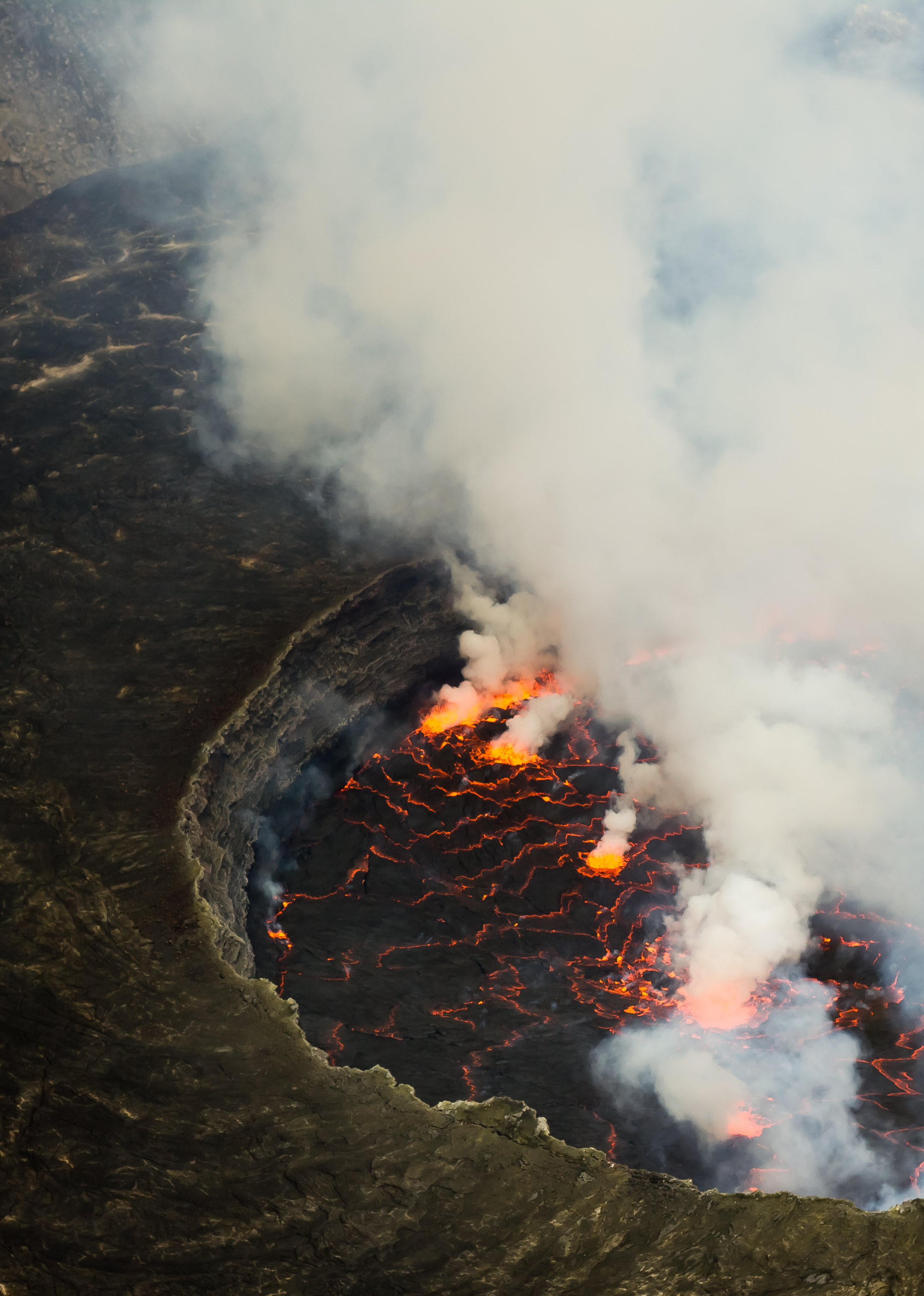
Lávové jezero v kráteru

Boční krátery jsou dnes vyhaslé. Hlavní kráter je zato jedním z nejaktivnějších na světě. Jedná se o stratovulkán, který tvoří skupinu sopek u jezera Kivu, z nichž nejvyšší je Karisimbi.
V kráteru se nachází mohutné lávové jezero, které je neustále v pohybu. Zdejší láva má teplotu 800 až 950 °C. Láva je řídká a velmi rychle teče, sopka svou aktivitou stále ohrožuje města v okolí. V roce 1977 lávové jezero vyteklo a z puklin ve svahu a zničila několik domů v blízkosti města Goma. Zahynulo přes 70 lidí.

## Erupce

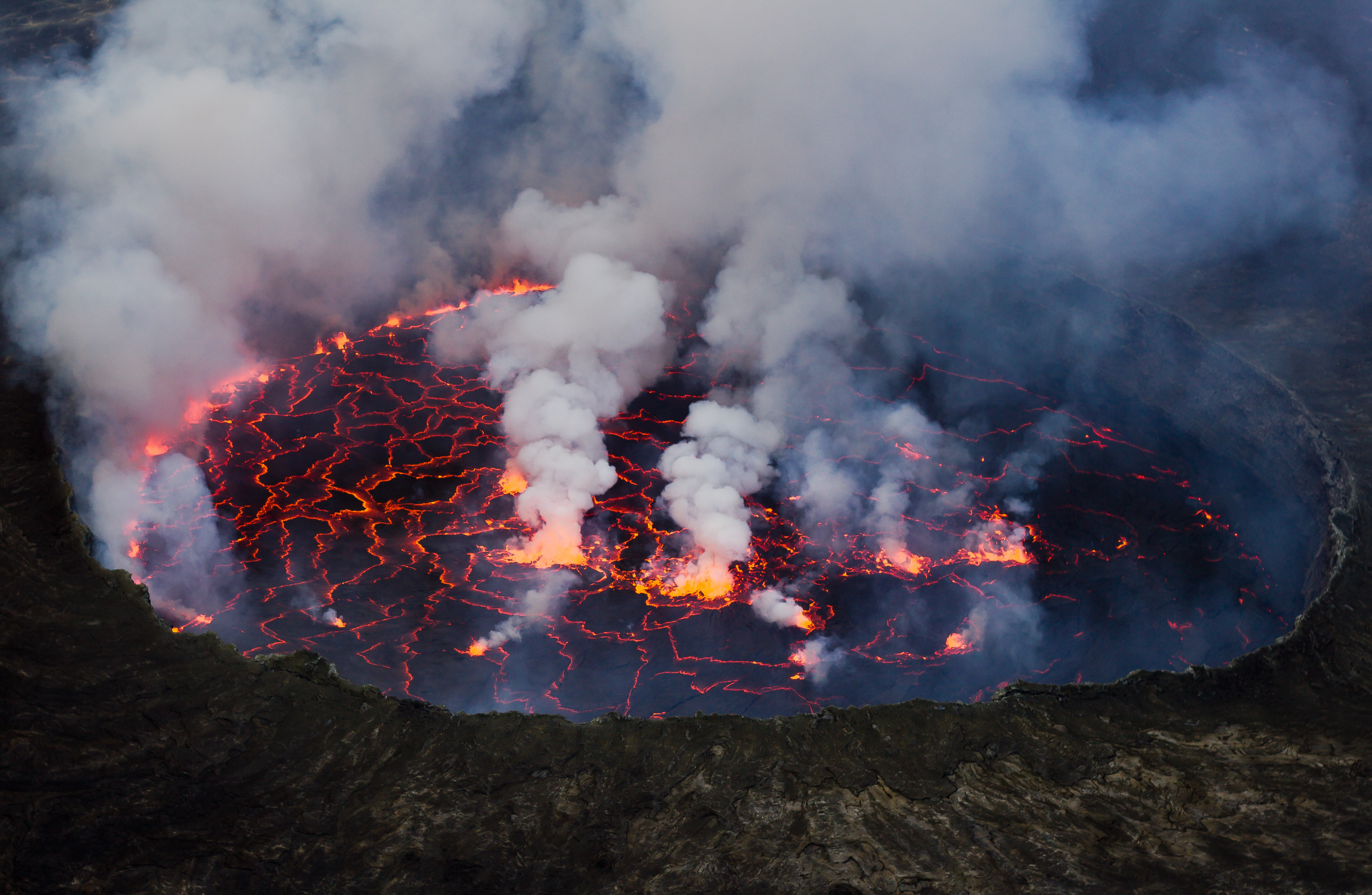
Erupce sopky Nyiragongo v roce 2011

Poslední mohutná erupce z roku 2002 zničila část města Goma, lávový proud se dostal až k jezeru Kivu a vytvořil poloostrov. Goma je od vulkánu vzdálené deset kilometrů. Město bylo proudem rozpůleno, o život přišlo 250 lidí a dalších 120 tisíc přišlo o své domovy. Mnoho z nich uprchlo do Rwandy.
22. května 2021 došlo k další velké erupci, při které proud lávy opětovně zasáhl město. Nejméně 15 lidí zemřelo, když lávový proud zničil na 500 domů.